# 彼得·海马
彼得·海马（捷克語：Petr Hejma，1944年6月27日—），生于布拉格，捷克男子冰球运动员。他曾代表捷克斯洛伐克国家队参加1968年冬季奥林匹克运动会冰球比赛，获得一枚银牌。